# Tempo (Marke)

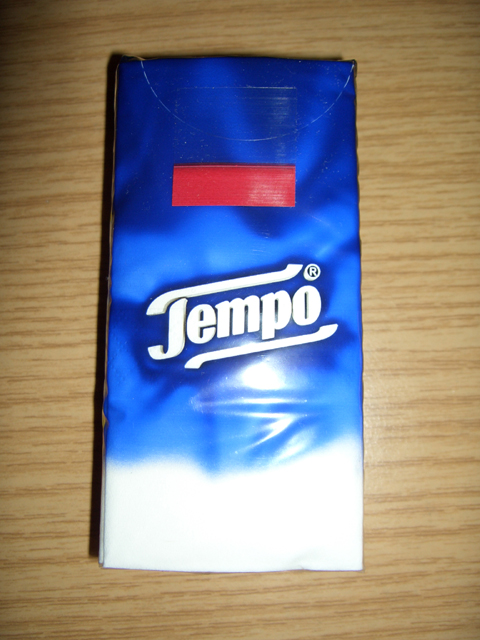
Packung Tempotaschentücher (2006)

Tempo ist eine Marke für Papiertaschentücher. Sie war die erste deutsche Marke für Papiertaschentücher und gehört heute zum schwedischen Konzern Essity.
Der Markenname verselbständigte sich in Deutschland im Laufe der Zeit als Gattungsname und man bezeichnete in der Umgangssprache häufig auch Papiertaschentücher anderer Marken als „Tempo-Taschentuch“ oder kurz „Tempo“.

## Geschichte

### Die Gebrüder Rosenfelder als Erfinder von Produkt und Marke
Das Einweg-Papiertaschentuch aus Zellstoff war die Produktidee der beiden führenden Inhaber der Vereinigten Papierwerke AG, Oskar Rosenfelder (1878–1950) und seinem Bruder Emil Rosenfelder (1861–1945/1946). Bereits am 29. Januar 1929 ließen sie das Warenzeichen Tempo beim Reichspatentamt in Berlin anmelden. Die Eintragung des Warenzeichens erfolgte am 18. September 1929 und die Veröffentlichung im Warenzeichenblatt am 15. Oktober 1929. Der Ursprung des Markennamens Tempo entsprach dem Zeitgeist der 1920er Jahre. Beide Brüder empfanden die Zeit als schnelllebig und kamen so auf den Markennamen.
Das Stammwerk der Vereinigten Papierwerke befand sich in Heroldsberg bei Nürnberg, wo bereits vor 1929 Hygieneartikel hergestellt wurden. In den Jahren bis 1933 übernahmen erst Heimarbeiter und später Wohlfahrtswerkstätten in Nürnberg das Falten der Taschentücher. Mit dem durchgängigen Einsatz von Verarbeitungsmaschinen konnte das Produktionsvolumen auf 150 Millionen Stück im Jahr 1935 gesteigert werden.

### Arisierung der Firma 1933–1935
Oskar und Emil Rosenfelder waren Juden und zählten bis zur Machtübernahme der Nationalsozialisten zu den angesehensten Unternehmern Nürnbergs. Unter dem Vorwand, er habe Kantinengeld unterschlagen, bedrohte die NSDAP Nürnberg bereits kurz nach Hitlers Machtübernahme Oskar Rosenfelder und forderte 12.000 Reichsmark von ihm. Rosenfelder bezahlte die Hälfte und durfte vorerst gehen. Wenig später wütete Julius Streicher in seinem antisemitischen Hetzblatt Der Stürmer gegen die Brüder Rosenfelder. Die  Nationalsozialisten zwangen die Brüder, das Heroldsberger Unternehmen zu verkaufen. Beide hatten zusammen knapp 56 % der Aktien besessen, den Rest besaßen andere jüdische Anteilseigner.
Nur knapp vor der drohenden Verhaftung gelang es den Rosenfelders im August 1933, vor den Nationalsozialisten nach England zu fliehen. Sie hatten vorher noch versucht, durch eine Firmengründung in England die Besitz- und Verfügungsrechte des deutschen Unternehmens dorthin zu übertragen. Die Staatsanwaltschaft Nürnberg eröffnete jedoch ein Verfahren wegen angeblichen Devisenvergehens und beantragte die Beschlagnahmung des inländischen Vermögens, dem das Landgericht Nürnberg-Fürth kurze Zeit später folgte. Es wurde ein Abwesenheitspfleger bestellt und die Deutsche Bank, die den Brüdern noch kurz zuvor ein Darlehen gewährt hatte, suchte nun einen Käufer für das Aktienpaket, das als Sicherheit für den Kredit hinterlegt worden war. So wurde dem nationalsozialistischen Ziel entsprechend die Arisierung der Firma eingeleitet und das Aktienpaket ging für einen Bruchteil seines tatsächlichen Wertes an einen der größten Unternehmer in der Zeit des Nationalsozialismus: Gustav Schickedanz.
Der Fürther Unternehmer und NSDAP-Stadtrat, Gründer des Versandhauses Quelle, der „als ,Günstling der Gauleitung‘, wie die Nazis festhielten“, galt, kaufte im Jahr 1934 dieses Aktienpaket zu einem Kurs von 110 %. Der tatsächliche Wert hätte 140 % des Nominalwerts der Aktien betragen. Durch den Kauf des arisierten Unternehmens hatte sich Schickedanz in eine nicht unerhebliche Abhängigkeit von den lokalen NSDAP-Parteigrößen begeben, was er durch eine Parteispende von 20.000 Reichsmark kompensierte. Im Jahr 1935 erwarb Schickedanz die restlichen Anteile an dem Unternehmen. Zugleich sicherte er sich damit die Markenrechte an Tempo.
Um die steigende Nachfrage zu erfüllen, hatte Schickedanz die Papierwerke in Forchheim gekauft. Im Jahr des Ausbruchs des Zweiten Weltkrieges betrug das Produktionsvolumen 400 Millionen Stück. Während des Zweiten Weltkriegs wurde die Produktion zuerst stark eingeschränkt und später vollkommen eingestellt, weil das Tempo-Taschentuch keine Berücksichtigung in der Liste kriegswichtiger Güter erfuhr.

### Nach dem Zweiten Weltkrieg
Gregor Schöllgen kommt in seinem Buch zu dem Schluss, dass amtliche Nachkriegsuntersuchungen ergeben hätten, dass sich Schickedanz bei dem Erwerb der Firma, im Gegensatz zu anderen Unternehmern dieser Zeit, trotz allem korrekt und sogar großzügig verhalten habe, was ihm sogar Kritik der lokalen Nationalsozialisten eingebracht haben soll.
Die geschädigten und außer Landes getriebenen jüdischen Eigentümer sahen dies völlig anders, so äußerte z. B. Oskar Rosenfelder: „… Gustav Schickedanz [konnte] die Aktienmajorität völlig unentgeltlich in seinen Besitz bringen […], ja darüber hinaus sogar einen erheblichen, seinerzeit sogenannten Arisierungsgewinn erzielen …“ „Schickedanz erhielt nach dem Ende der NS-Herrschaft zunächst Berufsverbot“ und wurde 1949 als Mitläufer eingestuft, „worauf er relativ schnell wieder als Unternehmer tätig sein durfte. 1951 zahlte der Versandhausunternehmer den Rosenfelder-Erben 3,25 Millionen D-Mark – steuerlich dann abgeschriebene – Entschädigung“.
Im Dezember 1947 wurde die Produktion in Heroldsberg und Forchheim wieder aufgenommen, der Verkauf und damit das Fertigungsvolumen wuchs weiter an. 1955 verkauften die Vereinigten Papierwerke erstmals mehr als eine Milliarde Taschentücher. Die starke Nachfrage führte zur Errichtung weiterer Produktionsstandorte in Glückstadt (1958), Neuss (1962 51° 12′ 34,1″ N, 6° 43′ 3,5″ O) und Gelsenkirchen (1972). Die Erweiterung der Produktionsanlagen ließ 1977 die Produktion von mehr als zehn Milliarden Taschentüchern zu. Zwischen 1985 und 1987 wurde die gesamte Produktion nach Neuss verlagert.

### Entwicklung seit 1986
Die Gesellschaftsform der Vereinigten Papierwerke wechselte im Jahr 1986 von der einer Kommanditgesellschaft zur Aktiengesellschaft.
Ab April 1989 trat das Unternehmen unter der Firmierung VP-Schickedanz AG auf, die 1994 vom US-amerikanischen Konzern Procter & Gamble aufgekauft wurde. Im März 2007 wurde sie von diesem Unternehmen für 512 Mio. EUR an dessen schwedischen Konkurrenten SCA verkauft. Der Verkauf wurde durch die Europäische Kommission genehmigt. Seit Mitte 2017 ist die Marke Tempo Teil des Unternehmens Essity, das von SCA abgespalten wurde.
Das Produktionsvolumen stieg nach der Übernahme auf mehr als 20 Milliarden Taschentücher im Jahr 2004 an.
2022/23 wird die komplette Tempo-Produktion vom Standort Neuss zum Standort Mannheim verlagert.

## Produktentwicklung

### 1929 bis 1949
Von 1929 bis 1939 wurden jeweils 18 Papiertaschentücher in blau, rot und grün bedruckten Pergamin-Packungen verkauft. 1939 wurde die Produktion von rot und grün bedruckten Packungen eingestellt und der Packungsinhalt auf 20 Taschentücher erhöht.

### 1950 bis 1959
In den 1950er Jahren kam es zu einer mehrfachen Überarbeitung der Tempo-Verpackung. 1950 wurden Tempo-Packungen mit einer abnehmbaren Schmalseite entwickelt, die gleichzeitig als Vorratsbehälter diente. 1953 wird die so genannte „Brechpackung“ eingeführt. Dabei handelte es sich um eine einfach teilbare Packung mit zwei mal zehn Taschentüchern.

### 1960 bis 1969
Die Einführung des „Tempo-Griffs“ im Jahr 1963 sollte der praktischeren Entfaltung des Taschentuchs dienen. Tempo warb mit dem Satz Tempo – Das Tuch mit dem besonderen Pfiff: Tempo mit dem "Tempo-Griff". Ein Jahr später wurden erstmals Mehrfachverpackungen im Handel angeboten. Die erste Mehrfachverpackung war der 6er-Pack. Neben dem Verkauf von Taschentüchern wurden ab 1967 auch Tischservietten in zwei Größen und mehreren Farben sowie Kosmetiktücher verkauft. Ab 1969 ergänzten Küchenrollen die Tempo-Produktfamilie.

### 1970 bis 1979
In den 1970er Jahren kamen weitere Mehrfachverpackungen in den Handel: 1970 der 10er-Pack, 1971 10er-Pack mit Menthol und der Superpack mit 18 Taschentuchpäckchen, 1978 die Vorratspackung mit 42 Päckchen Inhalt. Ab 1973 wurden neben weißen auch gelbe, rote und orange Taschentücher angeboten. Die sogenannte Z-Faltung der Taschentücher wurde 1975 eingeführt, die eine noch leichtere Entfaltung ermöglichen sollte. Eine grundlegende Veränderung im Erscheinungsbild der Verpackungen ergab sich mit dem Wechsel zu Folienweichpackungen im Jahr 1978.

### 1980 bis 1989
Ab Herbst 1988 waren die Folienpackungen wiederverschließbar.

### 1990 bis 1999
Seit 1990 wird ausschließlich sauerstoffgebleichter Zellstoff für die Produktion der Taschentücher eingesetzt. Im Jahr 1995 wurden zwei neue Tempo-Produkte eingeführt: Tempo Plus mit Aloe Vera und Tempo Menthol mit „Atemfrei Gefühl“. Ein Jahr später wurde das kleinere Format Tempo Compact auf den Markt gebracht. Die Tempo-Box wurde im Jahr 1999 eingeführt, die als Zupfbox 100 Taschentücher enthält. Ab 2006 befinden sich nur noch 80 Taschentücher in einer Tempo-Box. 1999 wurden auch erstmals Tempo-Päckchen mit Cartoons verkauft. Die ersten Päckchen wurden vom Comiczeichner Uli Stein gestaltet.

### 2000 bis heute
Die gegenwärtige Produktpalette umfasst:
- Tempo Klassik
- Tempo Plus
- Tempo Aromathera
- Tempo ice
- Tempo Kids
- Tempo Cleans
- Tempo Box
- Tempo Sondereditionen: Tempo Fashion
- Tempo Sanft und Frei
- Tempo Toilettenpapier weich & sicher
- Tempo Toilettenpapier extra sanft & extra stark

Anfang 2015 wurde das Toilettenpapier wieder auf Zewa zurück gelabelt.
Im Mai 2017 startete der Verkauf einer limitierten „Black Edition“, die der Hersteller aufgrund einer hohen Nachfrage nach einem Aprilscherz im Jahr 2016 anbot.

## Marketing und Verkauf

### Tempo Taschentuch

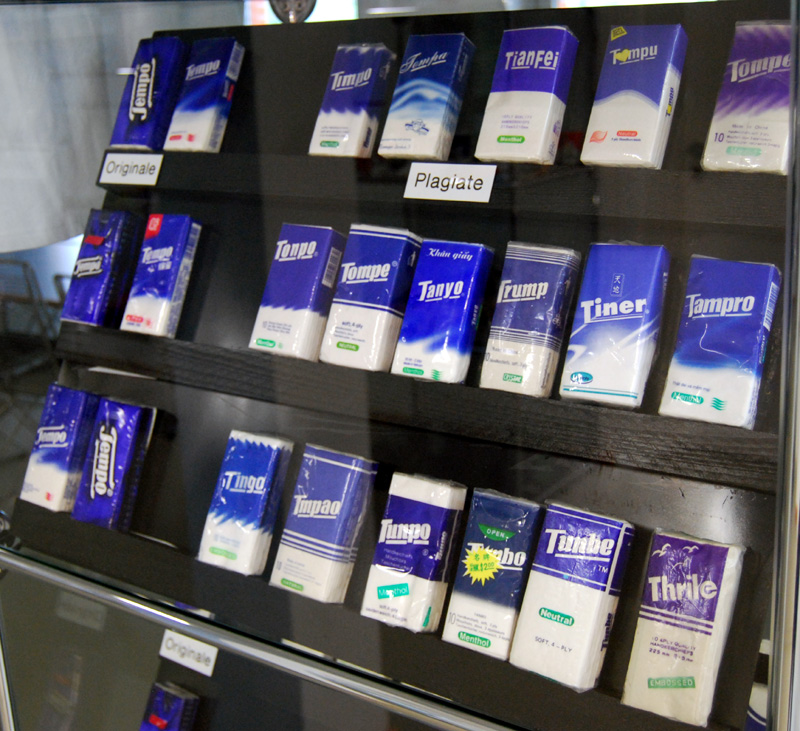
Tempo-Plagiate, ausgestellt im Plagiarius-Museum in Solingen

Das erste Inserat für Tempo-Taschentücher erschien am 29. Dezember 1929 in der Berliner Illustrirten Zeitung. Der Nutzen des Papiertaschentuchs wurde den Verbrauchern anhand von Alltagssituationen aufgezeigt. Man platzierte das Papiertaschentuch, indem man in der Werbung die Hygiene durch die Einmalbenutzung – im Gegensatz zum Stofftaschentuch – betonte.
- Seidenweich! Saugfähig! Hygienisch! Kein Waschen mehr! – erster Aufdruck auf den Packungen 1929
- Drum merkt es Euch für immer, Leute – Tempo muß man haben heute (1929)
- Auf Schnupfen-Nächten liegt ein Fluch! Da hilft das TEMPO-Taschentuch. (1950er Jahre)
- Tempo mit besond’rem Pfiff – rasch entfaltet, nur ein Griff (1963)
- Verlass’ Dich drauf (1990er Jahre)
- Die Liebe kann in Schnupfenfällen/am feuchten Taschentuch zerschellen/er sollte drum zum Naseputzen/ein Tempo-Taschentuch benutzen.
- Bazillen fahren Straßenbahn/ich schaff mir Tempo-Taschentücher an.
- Tempo. Mit dir fühl ich mich stark.
- Hilfreich sei der Mensch – edel das Tuch (1986)

Der ursprüngliche Tempo-Schriftzug aus dem Jahr 1929 erfuhr 1951 die bisher letzte Überarbeitung.

### Tempo Toilettenpapier
Die Einführung des Produktes Tempo Toilettenpapier wurde von einer Fernseh-, Print- und Internet-Kampagne unter dem Slogan „Endlich … jetzt gibt es Tempo auch als Toilettenpapier!“ begleitet, die auf die lange Markentradition anspielt.